# Fayston
Fayston ist eine Town im Washington County des Bundesstaates Vermont in den Vereinigten Staaten. Im Jahr 2020 lebten dort 1364 Einwohner in 1065 Haushalten auf einer Fläche von 94,5 km².

## Geografie

### Geografische Lage
Fayston liegt im südwestlich im Washington County. Die State Route 17 führt west-östlich durch das Gebiet der Town und erschließt das Skigebiet Mad River Glen Cooperative.
Die Town ist die höchstgelegene Town in Vermont und grenzt im Süden an den 1244 m hohen Mount Ellen. Im Norden durchfließt der Shepard Brook und im Süden der Mill Brook mit ihren Zuflüssen die Town beide münden in den Mad River.

### Nachbargemeinden
Alle Entfernungen sind als Luftlinien zwischen den offiziellen Koordinaten der Orte aus der Volkszählung 2010 angegeben.
- Norden: Duxbury, 6,4 km
- Nordosten: Moretown, 17,9 km
- Osten: Waitsfield, 9,0 km
- Süden: Warren, 3,7 km
- Südwesten: Lincoln, 11,5 km
- Westen: Buels Gore, 8,0 km
- Nordwesten: Huntington, 9,2 km

### Klima
Die mittlere Durchschnittstemperatur in Fayston liegt zwischen −11,7 °C (11 °Fahrenheit) im Januar und 17,2 °C (63 °Fahrenheit) im Juli. Damit ist der Ort gegenüber dem langjährigen Mittel der USA um etwa 9 Grad kühler. Die Schneefälle zwischen Mitte Oktober und Mitte Mai liegen mit mehr als zwei Metern etwa doppelt so hoch wie die mittlere Schneehöhe in den USA. Die tägliche Sonnenscheindauer liegt am unteren Rand des Wertespektrums der USA, zwischen September und Mitte Dezember sogar deutlich darunter.

## Geschichte

Skigebiet Mad River Glen bei der Erbauung

Gegründet wurde die Town im Jahr 1782 und nach Stephen Fay aus Hardwick, Massachusetts, dem Besitzer der Green Mountain Tavern auch Catamount Tavern genannt, in Bennington, benannt. Die Catamount Tavern war das Hauptquartier des Council of Safety und der Green Mountain Boys vor der Revolution. Fünf der sieben Söhne Stephen Fays kämpften in der Schlacht von Bennington. Unter ihnen der spätere Secretary of State von Vermont Joseph Fay, dessen älterer Bruder John war der erste Tote in der Schlacht von Bennington.
Parzelliert und verkauft wurde das Land im Jahr 1788, zumeist an Spekulanten. Diese kauften Land, um die Regierung der unabhängigen Vermont Republic zu unterstützen, siedelten sich jedoch nicht auf dem Land an. Die Town organisierte sich im Jahr 1805. Die erste Schule für 25 Schüler wurde im Jahr 1812 eröffnet. Im Jahr 1800 lebten 10 Familien auf dem Gebiet der Town, im Jahr 1860 hatte die Town 800 Einwohner.
Der Boden auf dem Gebiet der Town eignet sich aufgrund der steilen Hänge und der dünnen Oberfläche nicht für die Landwirtschaft. Schafzucht war hingegen verbreitet, zudem Holzwirtschaft und in sehr geringem Umfang wurde Talkum abgebaut.
Nach den Unruhen und Nöten in Irland, wanderten viele irische Siedler ein und im Jahr 1860 stammten etwa ein Drittel der Einwohner aus Irland. Das Farmland war relativ preiswert und die irischen Einwanderer nutzen dies als Chance für einen Neuanfang. Nach einigen Jahren waren sie jedoch gezwungen ihre Farmen aufzugeben und viele zogen fort.
Bis kurz nach dem Zweiten Weltkrieg schrumpften Wirtschaft und die Bevölkerung, erst als Roland Palmedo das Fayston Stark Mountain Skigebiet als zweites größtes Skigebiet in Vermont erbaute, wuchs die Bevölkerung wieder. Inzwischen gibt es zwei große Skigebiete in der Town, das Mad River Glen und am Mt. Ellen.

### Einwohnerentwicklung
| Volkszählungsergebnisse – Town of Fayston, Vermont | Volkszählungsergebnisse – Town of Fayston, Vermont | Volkszählungsergebnisse – Town of Fayston, Vermont | Volkszählungsergebnisse – Town of Fayston, Vermont | Volkszählungsergebnisse – Town of Fayston, Vermont | Volkszählungsergebnisse – Town of Fayston, Vermont | Volkszählungsergebnisse – Town of Fayston, Vermont | Volkszählungsergebnisse – Town of Fayston, Vermont | Volkszählungsergebnisse – Town of Fayston, Vermont | Volkszählungsergebnisse – Town of Fayston, Vermont | Volkszählungsergebnisse – Town of Fayston, Vermont |
| Jahr                                               | 1800                                               | 1810                                               | 1820                                               | 1830                                               | 1840                                               | 1850                                               | 1860                                               | 1870                                               | 1880                                               | 1890                                               |
| -------------------------------------------------- | -------------------------------------------------- | -------------------------------------------------- | -------------------------------------------------- | -------------------------------------------------- | -------------------------------------------------- | -------------------------------------------------- | -------------------------------------------------- | -------------------------------------------------- | -------------------------------------------------- | -------------------------------------------------- |
| Einwohner                                          | 18                                                 | 149                                                | 253                                                | 458                                                | 635                                                | 684                                                | 800                                                | 694                                                | 638                                                | 533                                                |
| Jahr                                               | 1900                                               | 1910                                               | 1920                                               | 1930                                               | 1940                                               | 1950                                               | 1960                                               | 1970                                               | 1980                                               | 1990                                               |
| Einwohner                                          | 466                                                | 452                                                | 424                                                | 318                                                | 284                                                | 172                                                | 158                                                | 292                                                | 657                                                | 846                                                |
| Jahr                                               | 2000                                               | 2010                                               | 2020                                               | 2030                                               | 2040                                               | 2050                                               | 2060                                               | 2070                                               | 2080                                               | 2090                                               |
| Einwohner                                          | 1141                                               | 1353                                               | 1364                                               |                                                    |                                                    |                                                    |                                                    |                                                    |                                                    |                                                    |

## Wirtschaft und Infrastruktur

### Verkehr
Die Vermont State Route 100 verläuft in nordsüdlicher Richtung entlang der östlichen Grenze der Town, von Moretown nach Warren. Von ihr zweigt in westöstlicher Richtung die Vermont State Route 17 ab. Sie erschließt das Ski-Gebiet und führt weiter nach Starksboro.

### Öffentliche Einrichtungen
Da sich in Fayston kein Krankenhaus befindet, ist das nächstgelegene das Central Vermont Medical Center in Berlin.

### Bildung
Fayston gehört mit Duxbury, Moretown, Waitsfield, Warren und Waterbury zur Washington West Supervisory Union.
An der German Flats Road befindet sich die Fayston Elementary School. Zu ihr gehören eine Preschool, ein Kindergarten und die Klassen 1 bis 6. In Fayston gibt es zudem eine öffentliche Bücherei.

### Friedhöfe
In Fayston gibt es 4 Friedhöfe, von denen 1 jedoch nur wenige Gräber umfasst Zur Town gehören der Center Fayston Cemetery, Martin Cemetery, North Fayston Cemetery und der South Fayston Cemetery.